# Раяла, Лембит Якобович
Ле́мбит Я́кобович Ра́яла (1914—1956) — советский эстонский актёр.

## Биография
Родился 7 (20 июля) 1914 года в Роэльской волости Эстляндской губернии Российской империи (ныне уезд Ляэне-Вирумаа, Эстония).
В 1941 году по окончании драматической школы Таллинской консерватории призван в РККА. Солист Государственного ансамбля искусств ЭССР (1942—1944). В 1944—1947 и 1951—1953 годах режиссёр. Актёр театра «Эстония» (1946—1949), ЭГАТД имени В. Э. Кингисеппа (1949—1952).
В 1953—1956 годах работал в Министерстве культуры ЭССР.
Лауреат Сталинской премии 1948 года второй степени за картину «Жизнь в цитадели».
Жена — эстонская советская пианистка Текла Коха (1910—1977).
Умер 25 мая 1956 года в Таллине (ныне Эстония). Похоронен на таллинском кладбище Метсакальмисту.

## Фильмография
- 1947 — Жизнь в цитадели — Ральф
- 1951 — Свет в Коорди — Курвист
- 1955 — Яхты в море — Карл Оксман

## Награды
- Сталинская премия второй степени (1948) — за исполнение роли Ральфа в фильме «Свет в Коорди» (1947)[2]